# Prijedori etnikai tisztogatás
A prijedori etnikai tisztogatás a boszniai háború alatt a boszniai szerb politikai és katonai vezetés által irányított Boszniai Szerb Köztársasági Hadsereg (VRS) által főként bosnyák és horvát civilek ellen, a bosznia-hercegovinai Prijedor régióban 1992-ben és 1993-ban folytatott etnikai tisztogató akciókat jelenti. A szerbek tisztogató akciói következtében a nemszerb lakosság száma drasztikusan lecsökkent: az 50 000 fős bosnyák és 6 000 fős horvát lakosságból a háború végére csak mintegy 6 000bosnyák és 3 000 horvát maradt a településen. A srebrenicai mészárlás után Prijedor az a terület, ahol a második legmagasabb a boszniai háború alatt civilekkel szemben elkövetett gyilkosságok aránya. A szarajevói Kutatási és Dokumentációs Központ (IDC) szerint 4868 ember halt meg vagy tűnt el Prijedor településen a háború alatt. Köztük 3515 bosnyák civil, 186 horvát és 78 szerb civil volt. 2013 októberéig 96 tömegsírt találtak, és nagyrészt DNS-elemzéssel körülbelül 2100 áldozatot azonosítottak.
A Prijedorban elkövetett bűncselekményeket 13 perben tárgyalták a volt Jugoszláviával foglalkozó nemzetközi büntetőtörvényszék előtt. Prijedorral kapcsolatban népirtás vádjával vádolták meg a Szerb Demokrata Párt (SDS) politikusait, katonáit és rendőreit, valamint a válságstábot, köztük Milomir Stakićot, Milan Kovačevićet, Radoslav Brđanint, a legfelsőbb vezetőket, köztük Ratko Mladić tábornokot, Radovan Karadžić boszniai szerb elnököt és Slobodan Milošević szerb elnököt. Prijedorban üldöztetés, kitoloncolás, megsemmisítés, gyilkosság, kényszerdeportálás, törvénytelen elzárás, kínzás, mint emberiesség elleni bűncselekmény (széles körben elterjedt, szisztematikus támadások a polgári lakosság ellen) és más bűncselekmények vádja is felmerült. Az ICTY úgy jellemezte az 1992-es prijedori eseményeket, hogy az esetben egy népcsoport tagjainak meggyilkolásával és a nekik okozott súlyos testi és lelki sérülésekkel a népirtás "actus reus"-jával (bűnös cselekedet) találkoztak. A fizikai megsemmisítés konkrét szándéka azonban kétséget kizáróan nem volt megállapítható. Az 1992-es prijedori események részei voltak annak a nagyobb bűnszervezeti vállalkozásnak, amelynek célja Bosznia nagy területeiről a boszniai muszlimok és horvátok erőszakkal való eltávolítása volt. 2013-ban az áldozatok felkutatásában a nyomozókat két boszniai szerb civil vezette, akik akkoriban a táborokban és környékén egy bányászati komplexumban dolgoztak. Itt tárták fel a boszniai háború legnagyobb tömegsírját, valamint a Tomašica és a Jakarina Rose nevű tömegsírhelyeken is több mint 1000 holttestet találtak.

## Előzmények
Miután 1991. júniusában Szlovénia és Horvátország is kikiáltotta függetlenségét, a társadalmi feszültségek Prijedor községben is gyorsan emelkedtek. A horvátországi háború alatt még inkább fokozódott a feszültség a szerbek és a bosnyákok és horvátok közösségei között. A bosnyákok és horvátok az erősödő szerb propaganda okozta növekvő bizonytalanság és félelem miatt kezdték elhagyni a területet. A feszültséget a Kozarski Vjesnik című helyi önkormányzati újság is szította, amikor vádakat kezdett közölni a nemszerb lakosság ellen. A szerb média azt terjesztette, hogy a szerbeknek fel kell fegyverkezniük. A nemszerb lakosság szinonimájaként a sajtóban széles körben használták az olyan kifejezéseket, mint az usztasa, a mudzsahedin és a zöldsapkás (zelene beretke). A Prijedori rádió a horvátokat és a boszniai muszlimokat sértő propagandát terjesztett. A szerb félkatonai egység, a Vučjak (Farkasok) által 1991 augusztusában a Kozara-hegységben üzemeltetett adóállomás működésének egyik eredményeként a Szarajevói Televízió adása megszűnt, melyet felváltottak a belgrádi és a banja lukai televíziók adásai a radikális szerb politikusokkal készült interjúkkal és olyan szerb nacionalista dalok feldolgozásaival, amelyeket korábban betiltottak volna.
1992. január 7-én a prijedori közgyűlés szerb tagjai és a Szerb Demokrata Párt helyi önkormányzati testületeinek elnökei kikiáltották Prijedor Község Szerb Népének Képviselő-testületét, és végrehajtották azokat a titkos utasításokat, amelyeket korábban, 1991. december 19-én adtak ki. „A bosznia-hercegovinai szerb nép szerveinek rendkívüli körülmények közötti megszervezése és tevékenysége” nevű terv a bosznia-hercegovinai önkormányzatok SDS általi átvételét, valamint a válságstábok létrehozására vonatkozó terveket tartalmazta.A Közgyűlés elnökévé azt a Milomir Stakićot választották, akit később az ICTY bosnyák és horvát civilek elleni tömeges emberiesség elleni bűncselekményekért ítélt el. Tíz nappal később abból a célból, hogy megvalósítsák a szerb etnikai területeken egy külön szerb állam létrehozását, 1992. január 17-én a Közgyűlés jóváhagyta Prijedor község szerb területeinek a Boszniai Krajina Autonóm Régióhoz való csatlakozását.
1992. április 23-án a Szerb Demokrata Párt többek között úgy határozott, hogy a Jugoszláv Néphadsereggel és a Boszniai Szerb Köztársaság leendő hadseregének egységeivel együttműködve minden szerb egység haladéktalanul megkezdi az önkormányzatok átvételét. 1992. április végére a településeken számos titkos szerb rendőrőrs jött létre, és több mint 1500 fegyveres szerb állt készen arra, hogy részt vegyen a hatalomátvételben.

## A szerb hatalomátvétel
1992. április 29-ről 30-ra virradó éjszaka megtörtént a hatalomátvétel. A Prijedori Rádióban a hatalomátvétel másnapján felolvasták a Szerb Demokrata Párt szerb politikusai által készített, a hatalomátvételről szóló nyilatkozatot, melyet a nap folyamán megismételtek. A várható átvétel megtervezésekor úgy döntöttek, hogy az átvételben részt vevő 400 szerb rendőr elegendő lesz a feladatra. Az átvétel célja a jelentősebb helyi tisztségek, az önkormányzati elnök, az önkormányzat alelnöke, a postaigazgató, a rendőrfőkapitány stb. funkcióinak átvétele volt. A közbiztonsági állomás és a tartalékos rendőrség alkalmazottai Prijedor egyik városrészében, Čirkin Poljében gyűltek össze. Csak szerbek voltak jelen, és néhányan katonai egyenruhát is viseltek. Az ottaniak azt a feladatot kapták, hogy vegyék át a hatalmat az önkormányzatban, és ennek érdekében nagyjából öt csoportra osztották őket. Minden húszfős csoportnak volt egy vezetője, és mindegyik parancsot kapott, hogy vegye át az irányítást bizonyos épületek felett. Egy csoport az önkormányzat épületéért, egy a rendőrség főépületéért, egy a bíróságért, egy a bankért, az utolsó pedig a postáért volt felelős. Az ICTY arra a következtetésre jutott, hogy a szerb politikusok hatalomátvétele illegális államcsíny volt, amelyet már régóta terveztek és egyeztettek azzal a végső céllal, hogy egy tiszta szerb önkormányzatot hozzanak létre. Ezeket a terveket soha nem titkolták, és a szerb rendőrség, hadsereg és politikusok összehangolt akciójában valósították meg őket. Az egyik vezető személyiség Milomir Stakić volt, aki az önkormányzat politikai életében meghatározó szerepet játszott.

## A civilek elleni fegyveres támadások
A hatalomátvétel után a civil élet számtalan módon alakult át. Prijedor településen a feszültség és a félelem jelentősen megnőtt a nem szerb lakosság körében. A városban jelentősen megnőtt a szerb alakulatok katonai jelenléte is. Prijedor város összes magas épületének tetején fegyveres katonákat helyeztek el, a szerb rendőrség pedig ellenőrző pontokat létesített a városban. A Stakić-ügyben vizsgálódó ICTY arra a következtetésre jutott, hogy a szerb hadsereg a túlnyomórészt boszniai muszlim falvak és városok elleni támadások során Prijedorban és környékén sok embert ölt meg, sor került boszniai muszlimok lemészárlására, valamint a boszniai muzulmánok elleni egyéb súlyos atrocitásokra, mely a bírósági eljárás során minden kétséget kizáróan bebizonyosodott.

### A szerb propaganda
A hatalomátvétel után a Prijedori Rádió olyan szerb nacionalista eszméket terjesztett, amelyek a prominens nem szerbeket bűnözőknek és szélsőségeseknek minősítették, akiket magatartásukért meg kell büntetni. Az ilyen propaganda egyik példája volt a nemszerbekre, például a boszniai mudzsahedekre, az usztasákra vagy a zöldsapkásokra célzó becsmérlő nyelvezet. Mind a nyomtatott, mind a sugárzott média az ICTY következtetése szerint a nemszerb orvosokkal kapcsolatban csak kirívó hazugságokat terjesztett: a bosnyák etnikumhoz tartozó Dr. Mirsad Mujadžićot azzal vádolták, hogy kábítószert fecskendezett be szerb nőkbe, így nem tudtak fiúgyermeket szülni, szörnydoktorként emlegetett horvát Dr. Željko Sikorát pedig azzal vádolták, hogy elvetetéltette a szerb nőket, ha fiúgyermekekkel voltak terhesek, valamint a szerb szülők fiúgyermekeinek kasztrálásával vádolták meg. Ezenkívül egy 1992. június 10-iki „Kozarski Vjesnik” cikkben Dr. Osman Mahmuljint azzal vádolták, hogy szándékosan helytelen orvosi ellátásban részesítette szerb kollégáját, Dr. Živko Dukićot, aki szívrohamot kapott. Dr. Dukić életét csak azért mentették meg, mert Dr. Radojka Elenkov abbahagyta a terápiát, amelyet állítólag Dr. Mahmuljin kezdeményezett a számára. A felhívásokat azzal a szándékkal sugározták a szerbek felé, hogy lincseljék meg a nem szerbeket. Ezenkívül prominens nem szerbek hamisított életrajzait is sugározták, köztük Prof. Muhamed Čehajić, Mr. Crnalić, Dr. Eso Sadiković és Dr. Osman Mahmuljin életrajzát torzították el. Az ICTY Stakić-ítéletének következtetése szerint Mile Mutić, a Kozarski Vjesnik igazgatója és Rade Mutić újságíró rendszeresen részt vett szerb politikusok (helyi hatóságok) találkozóin, hogy tájékozódjanak a propaganda terjesztésének következő lépéseiről.

### A szerb fegyveres erők megerősítése
A hatalomátvételt követő hetekben a prijedori szerb hatóságok azon dolgoztak, hogy a legmagasabb szinten elfogadott döntéseknek megfelelően katonailag megerősítsék pozíciójukat. 1992. május 12-én az önjelölt Szerb Népgyűlés Ratko Mladić parancsnoksága alatt az egykori JNA (később Szerbia és Montenegró Hadserege és Boszniai Szerb Köztársaság hadserege) egységeinek összevonásával létrehozta a Boszniai Szerb Hadsereget. Radmilo Željaja őrnagy ultimátumot adott ki, amelyben felszólított minden bosnyák állampolgárt, hogy adják át fegyvereiket a szerb hadseregnek, és nyilatkozzanak a Szerb Köztársaság iránti hűségükről, valamint válaszoljanak a mozgósítási behívásokra. A kiadott ultimátum fenyegetést is tartalmazott, hogy minden ellenállást büntetni fognak. A polgári lakosság nagyrészt eleget tett ezeknek a kéréseknek, leadta vadászpuskáját és pisztolyát, valamint engedélyét, és abban a hitben volt, hogy ha leadja fegyverét, biztonságban lesz. A katonák által a nem szerb lakosság otthonaiban tartott házkutatások gyakoriak voltak, és minden talált fegyvert elkoboztak.

### A nem szerb házak és személyek megjelölése
A hatalomátvétel utáni időszakban sok nem szerbet bocsátottak el állásából. Az általános tendenciát tükrözi a szerb regionális hatóságok, azaz a Krajinai Autonóm Régió (ARK) Válságstábjának 1992. június 22-iki határozata, amely előírja, hogy minden társadalmi tulajdonú vállalkozás, részvénytársaság, állami intézmény, közszolgáltató, belügyi szervezet és a hadsereg vezető pozícióit csak szerb állampolgárságú személy töltheti be. A rádióban 1992. május 31-től sugárzott közlemények arra is kötelezték a nem szerbeket, hogy otthonukon kívül fehér ágyneműt akasszanak fel, és fehér karszalagot viseljenek, ezzel is demonstrálva a szerb hatóságok iránti hűségüket. Charles McLeod, aki az Európai Közösség Megfigyelő Missziójánál (ECMM) volt alkalmazásban, és 1992 augusztusának utolsó napjaiban járt Prijedor településen, azt vallotta, hogy egy vegyes szerb/bosnyák muzulmán faluba látogatva látta, hogy a bosnyák (boszniai muzulmán) házakat a tetőkön elhelyezett fehér zászló azonosította. Ezt Barnabas Mayhew (ECMM) vallomása is megerősíti, aki azt vallotta, hogy a boszniai muszlim házakat fehér zászlókkal jelölték meg, hogy megkülönböztessék őket a szerb házaktól.

### Támadás Hambarine ellen
Hambarine túlnyomórészt bosnyákok lakta falu volt Prijedor községben. 1992. május 22-én a szerbek által ellenőrzött Jugoszláv Néphadsereg (JNA) ultimátumot intézett Hambarine lakóihoz. A lakosoknak át kellett adniuk több olyan személyt, akik állítólag részt vettek a JNA elleni támadásban. Az ultimátumot nem teljesítették, és másnap dél körül megkezdődött Hambarine ágyúzása. Az ágyúzás három irányból érkezett északnyugat felől Karane térségéből, Urije területéről és a Topic-domb területéről. A támadásban két-három szerb harckocsi és körülbelül ezer katona vett részt. Hambarine bombázása körülbelül 15 óráig folytatódott. A bosnyák lakosok megpróbálták megvédeni a falut, de egy idő után az ágyúzás elől kénytelenek voltak más falvakba vagy a Kurevo-erdőbe menekülni. A menekülők körülbelül 400-an voltak, többségükben nők, gyerekek és idősek, akik a gyilkoló, nemi erőszakot elkövető és a házakat felgyújtó támadás következtében elmenekültek Hambarinéból. A katonai művelet ezután a Kurevo-erdőre összpontosult.

### A Kozarac elleni támadás
A Kozarac várost körülvevő terület több falut foglal magában, köztük Kamičani, Kozaruša, Sušići, Brđani és Babići településeket. A prijedori szerb hatalomátvétel után Kozarac lakossága megpróbálta ellenőrizni városa kerületét, és járőrözésbe kezdett. A Hambarine elleni támadás után azonban a szerbek újabb ultimátumot adtak Kozarac városa számára. Radmilo Željaja olvasta be a Prijedori Rádióban az ultimátumot, melyben azzal fenyegetőzött, hogy a földdel egyenlővé teszi Kozaracot, ha a lakosok nem tesznek eleget a felhívásnak. Az ultimátumot követően tárgyalások zajlottak a bosnyák és a szerb fél között, amelyek nem jártak sikerrel. Stojan Župljanin, akit később az ICTY háborús bűnökkel vádolt meg, és a szerb delegációt vezető Radovan Karadžić és Ratko Mladić mellett az egyik legkeresettebb szökevény volt, azt mondta, hogy ha nem teljesülnek a feltételei, a hadsereg erőszakkal elfoglalja Kozaracot. 1992. május 21-től Kozarac szerb lakosai elkezdték elhagyni a várost. Kozaracot ezután körülvették a szerb erők és a telefonvonalakat elvágták. 1992. május 22-ről 23-ra virradó éjszaka Prijedor irányában detonációkat lehetett hallani, Hambarine környékén pedig tüzeket lehetett látni.
A támadás 1992. május 25-én kezdődött és május 27-én 13:00 órakor ért véget. Egy két oszlopból álló katonai konvoj közeledett Kozarachoz, katonái tüzet nyitottak a házakra és az ellenőrző pontokra, és ezzel egy időben lövedékeket lőttek ki a dombokról is. A lövöldözés a területről menekülő emberekre irányult. Az ágyúzás intenzív és könyörtelen volt. A támadásban több mint 5000 szerb katona és harcos vett részt. A szerb erők közé tartozott a 343. gépesített dandár (egy kibővített gépesített zászlóalj), amelyet két 105 mm-es taracküteg és egy M-84-es harckocsiszázad támogatott. Az ágyúzást követően a szerb erők embereket lőttek le az otthonaikban, a magukat megadókat pedig a kozaraci futballstadionba vitték, ahol néhány férfit véletlenszerűen lelőttek. Miután az embereket megölték vagy elmenekültek otthonukból, a katonák felgyújtották a házakat. A támadás következtében Kozaracban kiterjedt rablás és pusztítás következett be. A házakat nemcsak lerombolták, hanem nehézgépekkel a földdel is elegyengették. A támadás során megrongálódott a kozaraci egészségügyi központ. A támadás 1992. május 26-ig folytatódott, amikor a felek megállapodtak abban, hogy az embereknek el kell hagyniuk Kozarac területét. Azon a napon Kozaracban sok ember megadta magát. A szerb hatóságok azt is meghatározták, hogy mindazoknak, akik meg akarják adni magukat, kötelékben kell haladniuk, és ebben az időszakban tűzszünet lesz érvényben. Később kiderült, hogy amikor az aznap induló menet elérte a Banja Luka–Prijedor utat, a nőket és a férfiakat szétválasztották. A nőket Trnopoljébe, a férfiakat pedig az Omarskai és a Keratermi koncentrációs táborokba vitték, ami sokkolta a világot, amikor a BBC riporterei felfedezték őket. A támadás napján sok nő és gyermek érkezett Prijedorba. Ekkor a Dado Mrđa, Zoran Babić és mások vezette, a prijedori harcokba beavatkozó katonák közbeléptek, és elkezdték molesztálni a nőket és a gyerekeket. Valamivel később buszok érkeztek, és nőket és gyerekeket utasítottak, hogy szálljanak fel ezekre a buszokra, melyek a trnopoljei táborba mentek.
Sebesülteket nem engedték ki Kozaracból. Dr. Merdžanićnak az ICTY előtt tett vallomása szerint például ő sem kapott engedélyt két sérült gyermek evakuálásának megszervezésére, akik közül az egyiknek teljesen összetört a lába, hanem azt mondták neki, hogy az összes „piszkos muszlimnak” (szerb nyelven: balija) ott kell meghalniuk, mert minden esetben megölik őket. A támadásban legalább 100 embert öltek meg, és 1500-at deportáltak koncentrációs táborokba. Dragan Marčetić ezredes 1992. május 27-i keltezésű jelentése szerint Kozarac község tágabb területe, azaz Kozaruša, Trnopolje, Donji Jakupovići, Gornji Jakupovići, Benkovac és Rakovic községek területe teljesen felszabadult (80–100 bosnyákot öltek meg, körülbelül 1500-at fogtak el, és körülbelül 100–200 személyt a Kozara-hegyen szabadlábra helyeztek). A boszniai szerb népirtás ügyében a Nemzetközi Bíróság előtti szakértői bizottság jelentése szerint a Kozarac elleni támadás három napig tartott, és sok falusi ember az erdőbe menekült, miközben a katonák „minden mozgó dologra” lőttek. A túlélők számításai szerint legalább 2000 falusi lakost öltek meg ebben az időszakban. A falusiak védelme május 26-án tört meg. A szerbek ezután állítólag bejelentették, hogy a falubelieknek 10 percük van, hogy elérjék a város futballstadionját. Sok embert azonban még az otthonukban lelőttek, mielőtt esélyt kaptak volna a távozásra. Egy szemtanú arról számolt be, hogy több ezer ember fehér zászlót cipelve próbálta megadni magát, de három szerb tank tüzet nyitott rájuk, sokakat megöltve.

### A Briševo elleni támadás
1992. július 24. és 25. között a boszniai szerb erők megtámadták a túlnyomórészt horvát lakosságú, Prijedor közelében fekvő Briševo falut. Az 1991-es népszámlálás szerint Briševo lakossága 340 fő volt etnikai hovatartozás szerint, 305 horvát, 16 jugoszláv, 7 szerb, 1 bosnyák és további 11 fő. A Prijedor környéki városokban és falvakban a bosnyákok és horvátok elleni erőszak 1992 májusa óta fokozódott. 1992. május 30-án a szerb irányítású Prijedori Rádió bejelentette „Prijedor szerb önkormányzat válságstábjának” létrehozását, és hogy a szerb erők már megkezdték a „fegyveres támadást Prijedor városa ellen”, és hogy a szerbek az usztasa-muszlim erők ellen harcolnak, ami tovább növelte az etnikai csoportok közötti ellenséges légkört. 1992. május 31-én a szerb hatóságok ultimátumot adtak Briševo lakosainak, hogy adjanak át minden fegyvert megígérve, hogy a helyi lakosságot nem bántják, ha ezt megteszik. Bár a helyi horvát vezetők a követelésnek eleget tettek, a szerb erők még aznap bevonultak a faluba, és letartóztatták a prominens horvátokat és a HDZ támogatásával gyanúsított személyeket. Ezután a Sanski Most melletti internáló táborokba vitték őket. 1992. július 24-én 9:00 órakor a prijedori 5. Kozara, és a Sanski Most-i 6. Krajina dandár szerb erői lövöldöztek, majd gyalog bevonultak a faluba. Ott a szerb erők kétnapos mészárlásba kezdtek. Felgyújtották a házakat és más ingatlanokat, és horvát civileket gyilkoltak meg, ahol csak találták őket, sok horvát nőt megerőszakoltak, mielőtt megölték volna őket, és néhány áldozatot arra is kényszerítettek, hogy megássák a saját sírjukat, mielőtt megölték volna őket. A szerb erők mintegy 67 horvát civilt gyilkoltak meg, 65 családi házat romboltak le, köztük a falu katolikus templomát. Azokat, akiket nem öltek meg, kiűzték a településről. Az ICTY-perek során Milomir Stakićot bűnösnek találták a prijedori régióban élő nem szerbek üldözésében, deportálásában és megsemmisítésében, beleértve a briševoi gyilkosságokat is.

## Fogolytáborok
A kozaraci, hambarine-i és briševoi mészárlások alatt és után a szerb hatóságok koncentrációs táborokat állítottak fel, és meghatározták, ki legyen felelős e táborok működtetéséért.

### A Keraterm tábor
A Keraterm gyárat 1992. május 23-24-én alakították át táborrá. A táborban négy terem volt, a 2-es terem volt a legnagyobb, a 3-as pedig a legkisebb. 1992 júniusának végén körülbelül 1200 ember volt a táborban. A táborba minden nap hoztak be vagy vittek el embereket. Számuk július végére jelentősen megnőtt. A fogvatartottak többnyire boszniai muszlimok és kisebb részben horvátok voltak. A fogvatartottak egy nagy raktárban lerakott, áruszállításra használt fa raklapokon, vagy a csupasz betonon aludtak. A körülmények szűkösek voltak, és az embereknek gyakran egymás hegyén-hátán kellett aludniuk. 1992 júniusában az 1-es teremben már 320 fő volt, és a szám folyamatosan nőtt. A fogvatartottak napi egyszeri étkezést kaptak, ami két kis szelet kenyérből és valamilyen pörköltből állt. Az adagok nem voltak elegendőek a fogvatartottak számára.

### Az Omarska tábor
Az Omarska bányakomplexum körülbelül 20 km-re volt Prijedor városától. Az első fogvatartottakat valamikor 1992. május végén (május 26. és 30. között) vitték a táborba. A tábor épületei szinte teljesen megteltek, és a fogvatartottak egy részét a két főépület közötti területen kellett fogva tartani. Ezt a területet a fogvatartottak érkezése után speciálisan felszerelt spotlámpák világították meg. A női fogvatartottakat külön, az adminisztratív épületben tartották fogva. A prijedori szerb hatóságok dokumentumai szerint 1992. május 27. és augusztus 16. között összesen 3334 személyt tartottak fogva a táborban. Közülük 3197 bosnyák (azaz boszniai muszlim) és 125 horvát volt.
Az első fogvatartottak megérkezésével a tábor körül állandó őrhelyeket és gyalogsági aknákat helyeztek el. A táborban borzalmasak voltak a körülmények. A „Fehér Ház” néven ismert épületben egy 20 négyzetméternél nem nagyobb helyiség 45 emberrel zsúfolásig megtelt. A fogvatartottak arca eltorzult és vérfoltos volt, a falakat pedig vér borította. A fogvatartottakat kezdettől fogva verték, ököllel, puskatussal, fa- és fémbotokkal. Az őrök többnyire a szívet és a vesét ütötték, amikor úgy döntöttek, hogy agyonvernek valakit. A „Garázsban” 150-160 ember volt bezsúfolva, „mint a szardínia”, és elviselhetetlen volt a hőség. Az első napokban a fogvatartottakat nem engedték ki, csak egy kannás vizet és egy kis kenyeret kaptak. A férfiak az éjszaka folyamán megfulladtak, a holttestüket pedig másnap reggel kivitték. Az étterem mögötti szoba „Mujo szobája” néven volt ismert. Ennek a helyiségnek a mérete körülbelül 12 × 15 méter volt, és átlagosan 500 embert tartottak itt fogva, akiknek többsége bosnyák volt. A táborban lévő nők a kihallgatószobákban aludtak, amelyeket minden nap ki kellett takarítaniuk, mivel a szobákat vér, valamint bőr- és hajdarabkák borították. A táborban az éppen verés alatt álló emberek nyögését és jajgatását lehetett hallani.
Az Omarskában fogvatartottak naponta egyszer étkeztek. Az étel általában romlott volt, és az étel megszerzése, az elfogyasztás és a tányér visszaadása általában körülbelül három percig tartott. Az étkezést gyakran verés kísérte. A WC-k le voltak zárva, és mindenhol emberi ürülék volt. Ed Vulliamy brit újságíró azt vallotta, hogy amikor a táborba látogatott, a fogvatartottak nagyon rossz fizikai állapotban voltak. Tanúja volt, amint megettek egy tál levest és egy kis kenyeret, és azt mondta, hogy az volt a benyomása, hogy már régóta nem ettek. Rémültnek tűntek. A fogvatartottak egy ipari hulladékkal szennyezett folyóból itták a vizet, sokan pedig székrekedésben vagy vérhasban szenvedtek. Az Omarska táborban fogva tartott személyek ellen soha nem tettek feljelentést, és a fogvatartottakat sem értesítették az ellenük felhozott konkrét vádakról. Nyilvánvalóan semmi objektív ok nem indokolta ezeknek az embereknek a fogva tartását. Az Omarska tábort a külföldi újságírók augusztus eleji látogatása után azonnal bezárták. 1992. augusztus 6-án vagy 7-én az Omarskában fogvatartottakat csoportokra osztották, és busszal szállították különböző helyekre. A 20 buszon körülbelül 1500 embert szállítottak.

### A trnopoljei tábor
A trnopljei tábort 1992. május 24-én hozták létre Trnoplje községben. A tábort minden oldalról a szerb hadsereg őrizte. Géppuskafészkek és jól felfegyverzett őrhelyek voltak, melyeknek fegyverei a tábor felé voltak irányozva. A táborban több ezer embert tartottak fogva, akiknek túlnyomó többsége boszniai muszlim, néhányuk pedig horvát volt. A becslések szerint 1992. augusztus 7-én körülbelül 5000 embert tartottak itt fogva. A táborban nőket és gyermekeket, valamint katonakorú férfiakat őriztek. A tábor foglyainak nagy volt a fluktuációja, sokan kevesebb mint egy hétig tartózkodtak a táborban, mielőtt csatlakoztak volna a számos konvoj egyikéhez, amelyek egy másik célállomásra vagy koncentrációs táborba vitték őket. A rendelkezésre álló élelmiszer mennyisége nem volt elegendő, és az emberek gyakran éheztek. Ráadásul a vízellátás is elégtelen volt, az illemhelyek pedig nem voltak megfelelőek. A fogvatartottak többsége a szabad levegőn aludt. A szerb katonák a fogvatartottak verésére baseballütőt, vasrudat, puskatust, kezüket, lábukat vagy bármit használtak. Azok a személyek, akiket kihallgatásra vittek, gyakran zúzódásokkal vagy sérülten tértek vissza. Sok nőt, akiket a trnopoljei táborban tartottak fogva, a szerb katonák éjszaka kivittek a táborból, és megerőszakoltak vagy szexuálisan bántalmazták őket.
Slobodan Kuruzović, a trnopoljei tábor parancsnoka becslése szerint 1992-ben 6-7000 ember ment át a táboron. A táboron áthaladók nem voltak bűnösek. A Nemzetközi Vöröskereszt 1992. augusztus közepén érkezett a táborba. Néhány nappal később a fogvatartottakat nyilvántartásba vették, és regisztrációs füzetet kaptak. A tábort szeptember 30-án hivatalosan bezárták, bár a bizonyítékok arra utalnak, hogy körülbelül 3500-an még hosszabb ideig maradtak, amíg át nem szállították őket a közép-boszniai Travnikba.

### Egyéb fogvatartó létesítmények
Prijedorban más létesítmények is voltak, amelyeket bosnyákok és más nem szerb személyek fogvatartására használtak. Az ilyen fogvatartási létesítmények közé tartozott a Jugoszláv Néphadsereg laktanyája, a Miška Glava Közösségi Központ és a prijedori rendőrség épülete, amelyet SUP-épületként ismernek.
A prijedori JNA laktanyát Žarko Zgonjanin laktanyaként ismerték. Ezeket a helyeket átmeneti fogvatartási központokként használták. Néhány embert, akik a bišćani tisztogatás elől menekültek, és a szerb katonák csapdájába estek, a Miška Glavába vittek. Másnap reggel egyenként kihívták, kihallgatták és megverték őket. Ez négy-öt napig tartott. Rizvanovići faluból több férfit is kivittek ide a katonák, őket azóta sem látták. A JNA katonái és a tartalékos rendőrök a Kalajevo melletti erdőben körülbelül 100 férfit tartóztattak le, és a Miška Glava központba vittek. A börtöncellák a SUP főépülete (rendőrség épülete) mögött helyezkedtek el. Volt egy udvar is, ahová éjszaka kihívták az embereket, és összeverték őket. Az ebben az épületben fogva tartott foglyokat is rendszeresen fenyegették és inzultálták. Az őrök azzal szégyenítették meg őket, hogy „balija”-nak nevezték őket, ami az alacsony származású muszlim parasztokra vonatkozó lekicsinylő kifejezés volt.

### A táborokban elkövetett gyilkosságok
A prijedori etnikai tisztogatás során számos gyilkosságot követtek el a táborokon belül és kívül egyaránt.
A Stakić-perben bemutatott bizonyítékok alapján az eljáró bírói kamara megállapította, hogy 1992. július végén az Omarska táborban több mint száz embert öltek meg. Valamikor 1992 júliusában körülbelül 200 ember érkezett Hambarineból az Omarska táborba. Kezdetben a „Fehér Házként” ismert épületben helyezték el őket. Kora reggel, 1992. július 17-én 01:00 vagy 02:00 körül lövések hallatszottak, amelyek hajnalig tartottak. A tanúk a Fehér Ház előtt holttesteket láttak. A tábor őrei, akik közül az egyiket Živko Marmat néven ismerték, belelőttek a testekbe. Mindenki kapott egy plusz golyót, amit a holttestek fejébe lőttek. A holttesteket ezután teherautóba rakták és elvitték. Összesen körülbelül 180 holttest volt.
1992. július 24-én a Keraterm táborban követték el a 3-as terem lemészárlásaként ismertté vált mészárlást, mely az egyik első nagyobb mészárlás volt a táboron belül. A korábban etnikailag megtisztított Brdo körzetből származó új bosnyák fogvatartottakat a 3-as terembe zárták be. Az első néhány napban a fogvatartottaktól megtagadták az ételt, valamint verésnek és egyéb fizikai bántalmazásnak vetették alá őket. A mészárlás napján nagyszámú szerb katona érkezett a táborba, katonai egyenruhában és vörös sapkában. A 3-as terem elé egy géppuskát helyeztek el. Azon az éjszakán lövöldözés és nyögések hallatszottak onnan és egy géppuska is tüzelni kezdett. Másnap reggel vér volt a 3-as terem falán, a holtak és sebesültek testei halmokban álltak. Az őrök kinyitották az ajtót, és azt mondták: „Nézd ezeket az ostoba, piszkos muszlimokat, megölték egymást.” A 3-as termen kívüli területet vér borította. Egy teherautó érkezett, és egy férfi az 1-es teremből önként jelentkezett, hogy segítsen a holttestek teherautóra történő felrakásában. Nem sokkal ezután a teherautó a holttestekkel elhagyta az épületet. Az 1-es terem önkéntese arról számolt be, hogy 128 holttest volt a teherautón. Ahogy a teherautó távozott, látni lehetett, hogy vér csöpög belőle. Később egy tűzoltóautó érkezett, hogy megtisztítsa a 3-as termet és a környékét.

## A bűnösök felelősségre vonása
A volt Jugoszláviával foglalkozó Nemzetközi Törvényszék (ICTY) volt az ENSZ azon szerve, amelyet a jugoszláv háborúk során elkövetett súlyos bűncselekmények üldözésére és azok elkövetőinek bíróság elé állítására hoztak létre. A törvényszék egy ad hoc bíróság volt, mely a hollandiai Hágában működött. A prijedori önkormányzat területén elkövetett bűncselekményekkel kapcsolatban a törvényszék mintegy 20 ítéletet hozott. A Boszniában (köztük Prijedorban) elkövetett bűnükért az egyik figyelemre méltó ítélet a volt boszniai szerb vezető, Radovan Karadžić ellen született, akit emberiesség elleni és háborús bűnök miatt ítéltek életfogytiglani börtönbüntetésre. 2017. november 22-én Ratko Mladić tábornokot is életfogytiglani börtönbüntetésre ítélték.
További fontos ítéletek: Milomir Stakić, a prijedori közgyűlés volt elnöke, akit 40 év börtönre ítéltek Momčilo Krajišnik boszniai szerb politikus, akit 20 év börtönre ítéltek, és Radoslav Brđanin, a Krajina Autonóm Régió válságstábjának volt elnöke, aki 30 év börtönbüntetést kapott. Stojan Župljanin, a fogolytáborokért felelős rendőri erők operatív irányításáért felelős volt rendőrparancsnok és Mićo Stanišić, a Boszniai Szerb Köztársaság volt belügyminisztere egyaránt 22 év börtönt kapott. Biljana Plavšić boszniai szerb politikus bűnösnek vallotta magát, és elismerte bűnösségét. Őt 11 év börtönre ítélték nem szerbek üldözése miatt.
A keratermi tábor egykori őreit is elítélték: verésért Duško Sikirica 15 év, Damir Došen 5 év, Dragan Kolundžija pedig 3 év börtönbüntetést míg az Omarska tábor őrei: Zoran Žigić 25 év, Mlado Radić 20 év, Miroslav Kvočka 7 év, Milojica Kos 6 év, Dragoljub Prcać pedig 5 év börtönbüntetést kapott. Predrag Banovićot, aki 25 vádpontban vallotta be bűnösségét, 8 év börtönbüntetésre ítélték. Duško Tadićot 20 év börtönre ítélték. Darko Mrđa, a boszniai szerb rendőrség egykori tagja, aki részt vett a Korićani sziklák-i mészárlás ügyében, bűnösnek vallotta magát, és 17 év börtönbüntetést kapott.

## Emlékművek
2010-ben Kozaracban emlékművet avattak a háború alatt a szerb hatóságok által üzemeltetett koncentrációs táborokban elhunyt bosnyák civil áldozatok emlékére. A The Economist szerint azonban a prijedori hatóságok továbbra is megtagadják, hogy emlékművet állítsanak a városban a háború alatt meggyilkolt, többségében bosnyák gyermekek emlékére.

## Fordítás
Ez a szócikk részben vagy egészben  a    Prijedor ethnic cleansing című angol Wikipédia-szócikk ezen változatának fordításán alapul.  Az eredeti cikk szerkesztőit annak laptörténete sorolja fel. Ez a jelzés csupán a megfogalmazás eredetét és a szerzői jogokat jelzi, nem szolgál a cikkben szereplő információk forrásmegjelöléseként.